# Felsőszivágy község
Felsőszivágy község (románul: Comuna Asuaju de Sus) község Máramaros megyében, Romániában. Központja Felsőszivágy, hozzá tartozik Alsószivágy.

## Népessége
A 2011-es népszámlálás adatai alapján a község népessége 1441 fő volt.